# Disco Demolition Night

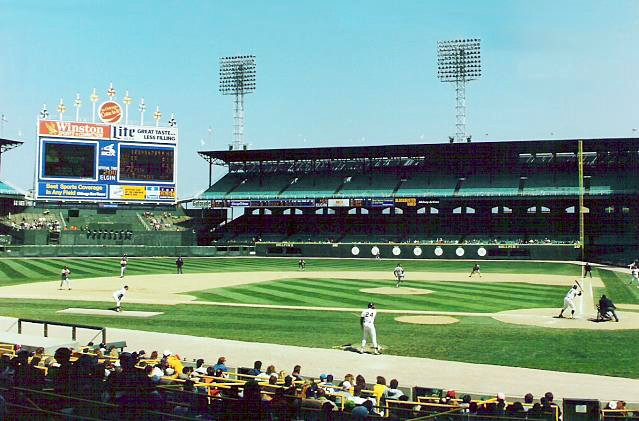
Comiskey Park 1990.

Disco Demolition Night inträffade torsdagen den 12 juli 1979 på basebollarenan Comiskey Park i Chicago i Illinois i USA, då massor av discoskivor sattes i brand. Händelsen har beskrivits som del av ett "antidiscokorståg", "kvällen då discon dog" och en "massuppvisning i rasism och homofobi, påminnande om nazisternas bokbål".